# 桜乃ひよ
桜乃 ひよ（さくらの ひよ）は、日本の女性声優。主にアダルトゲームに出演している。

## 出演

### WEBアニメ
- 終電後、カプセルホテルで、上司に微熱伝わる夜。 （相澤みのり <完全版>）[1]

### アダルトゲーム
2016年
- ウィザーズコンプレックス（神楽坂鳴）
- カノジョ*ステップ（芹沢久遠）
- 千の刃濤、桃花染の皇姫（閑倉五十鈴）
- 時を紡ぐ約束（神宮美咲）
- 間宮くんちの五つ子事情（間宮萌莉）
- Liber_7 永劫の終わりを待つ君へ（広原萌生）
- ワガママハイスペック（鹿苑寺かおるこ）
  - ワガママハイスペックOC

2017年
- スイセイギンカ（星井青香）
- 月影のシミュラクル -解放の羽-（野上美優）
- BALDR BRINGER（星川ひさめ）
- ピュアソングガーデン!（河和井玖音）

2018年
- BALDR BRINGER EXTEND CODE（星川ひさめ）
- 勇者と魔王と、魔女のカフェ（キャンディ）

2019年
- 千の刃濤、桃花染の皇姫 -花あかり-（閑倉五十鈴）[2]

## キャラクターソング
※太字は桜乃ひよの役名。
| 発売日  | タイトル                                                     | 名義            | 楽曲                                     | タイアップ                                             |
| 2016年  | 2016年                                                       | 2016年          | 2016年                                   | 2016年                                                 |
| ------- | ------------------------------------------------------------ | --------------- | ---------------------------------------- | ------------------------------------------------------ |
| 8月12日 | ワガママハイスペック サウンドトラック＆ボーカルアルバム      | 鹿苑寺 かおるこ | 「 放課後アメージンッKiss かおるこver.」 | PCゲーム『ワガママハイスペック』かおるこエンディング曲 |
| 2017年  |                                                              |                 |                                          |                                                        |
| 6月30日 | 「ピュアソングガーデン!」サウンドトラック『ミライレコード!』 | M3部            | 「ソング・フォー・ミュージック」         | PCゲーム『ピュアソングガーデン!』ワールドソング        |

### ユニットメンバー
1. ↑  星野いろは（三代眞子）、河和井玖音（桜乃ひよ）、下国明日歌（花園めい）、柳沢律（奏雨）、すず（羽鳥いち）、島村真琴（五行なずな）、高峰調（百瀬ぽこ）